# Что случилось с Вирджинией?
«Что случилось с Вирджинией?» (англ. What's Wrong with Virginia) — фильм режиссёра Дастина Лэнса Блэка.

## Сюжет
События фильма разворачиваются в маленьком городке, где Вирджиния (Дженнифер Коннелли), неуравновешенная и психически нездоровая женщина, двадцать лет крутила роман с местным женатым шерифом Диком Типтоном (Эд Харрис).

## В ролях
- Дженнифер Коннелли — Вирджиния Николас
- Харрисон Гилбертсон — Эммет Николас
- Эд Харрис — шериф Дик Типтон
- Эмма Робертс — Джесси Типтон
- Эми Мэдиган — Розанна Типтон
- Алекс Фрост — Джош Типтон
- Тоби Джонс — Макс
- Кэрри Престон — Бетти
- Пол Уолтер Хаузер — Дэйл
- Ярдли Смит — миссис Уитейкер
- Лукас Грейбил — старейшина Джонс
- Барри Шабака Хенли — Вилли

## Критика
По данным агрегатора Rotten Tomatoes фильм имеет рейтинг одобрения 11%, на основе 27 рецензий критиков со средней оценкой 4,35 из 10.
На сайте Metacritic средняя оценка картины составила 33 балла из 100, на основании 14 отзывов.